# Suus
Suus est la chanson de l'artiste kosovare Rona Nishliu qui représente l'Albanie au Concours Eurovision de la chanson 2012 à Bakou, en Azerbaïdjan.
Bien que la chanson soit en albanais, le titre "Suus" est en latin et signifie "personnel".

## Eurovision 2012
La chanson est sélectionnée le 29 décembre 2011 lors d'une finale nationale.
Elle participe à la première demi-finale du Concours Eurovision de la chanson 2012, le 22 mai 2012.